# Opaepele vavilovi
Opaepele vavilovi is een garnalensoort uit de familie van de Alvinocarididae. De wetenschappelijke naam van de soort is voor het eerst geldig gepubliceerd in 2010 door Lunina & Vereshchaka.